# Canthydrus quadrivittatus
Canthydrus quadrivittatus is een keversoort uit de familie diksprietwaterkevers (Noteridae). De wetenschappelijke naam van de soort werd in 1848 gepubliceerd door Carl Henrik Boheman.